# 関西医科大学
関西医科大学（かんさいいかだいがく、英語: Kansai Medical University）は、大阪府枚方市新町二丁目5番1号に本部を置く日本の私立大学。1928年創立、1947年大学設置。略称は関医（かんい）、関医大、関西医大。

## 概観

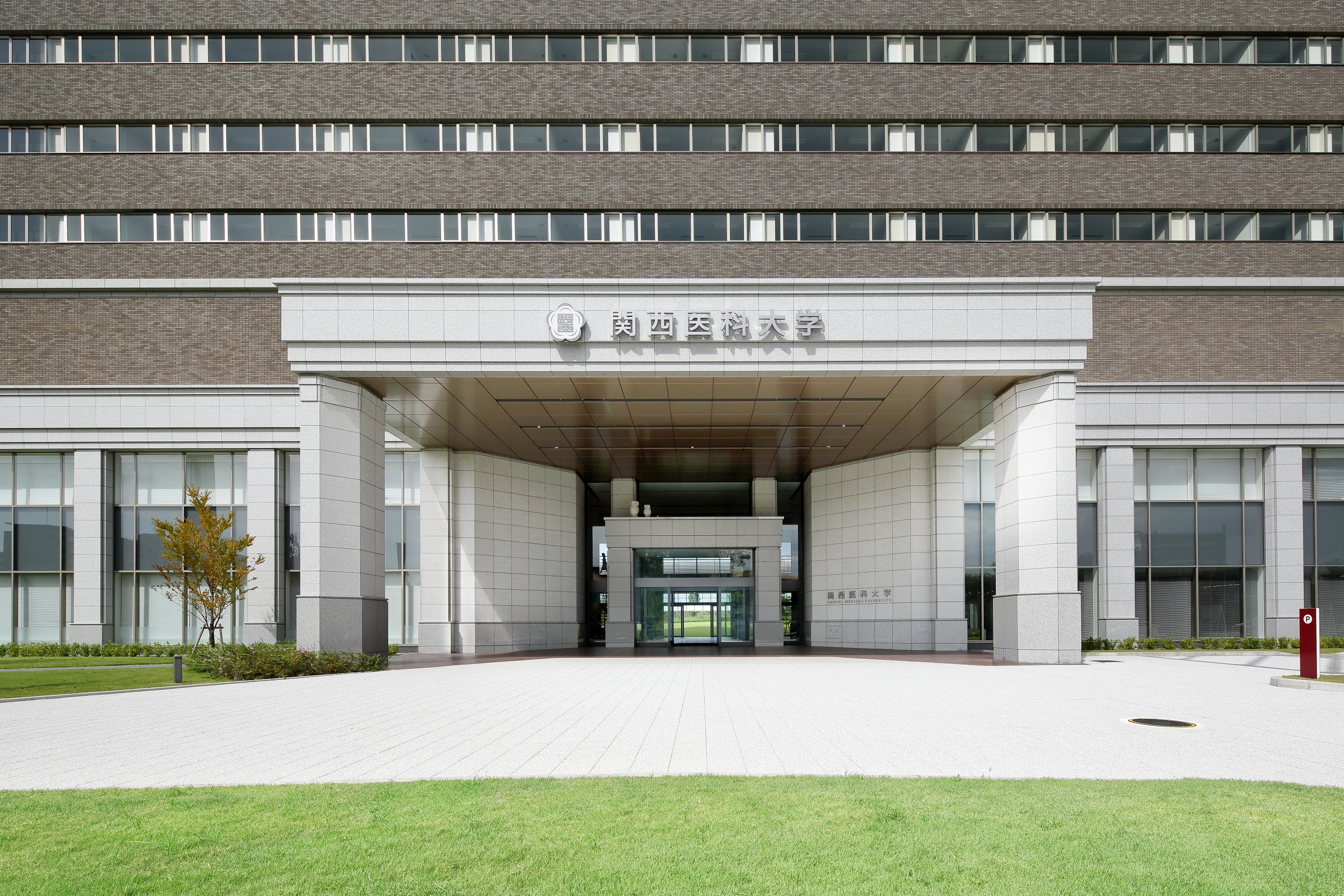
関西医科大学 枚方学舎正門

### 建学の精神
慈仁心鏡、すなわち慈しみ、めぐみ、愛を心の規範として生きる医人を育成することを建学の精神とする。

### 教育の理念

#### 医学部
建学の精神に則り、自由・自律・自学の学風のもと、生涯にわたり、学問的探究心を備え、幅広い教養と国際的視野をもち、地域社会に貢献する人間性豊かな良医を育成することを教育の理念とする。

#### 看護学部
建学の精神である「慈仁心鏡」に基づき、幅広い教養と高い倫理観・人間愛を基盤に、人々の生命・健康・生活を統合した専門的知識・技術を備えた看護力で、社会に貢献できる柔軟な創造力・行動力をもつ人材を育成することを教育理念とし、学生の「自由・自律・自学」を基盤とした学びを保障する。 

#### リハビリテーション学部
建学の精神である「慈仁心鏡」に基づき、何らかの障がいを持つことで生活が制限された人々が社会で自分らしく生活できることを支援する専門的知識・技術を習得し、社会に貢献できる柔軟な創造力・行動力をもつ人材を育成する。 

#### 大学院医学研究科
基礎医学・社会医学・臨床医学系を融合した高度に専門的な各専攻系研究分野において、医学に関する基礎生命科学の基礎理論並びに先端医療への応用を学習・研究することにより、医科学研究者として自立し国際的に研究活動を行うに必要な高度の研究能力と、指導的立場たるにふさわしい豊かな学識および人間性を養うことを理念とする。

#### 大学院看護学研究科
建学の精神である「慈仁心鏡」に基づき、深い教養と高い倫理観および人間愛を基盤とした精深な学識を授け、人の尊厳を尊重し、生命・健康・生活を統合した高度な看護実践力、研究力および教育力を養い、看護学の進展・革新と共に社会の発展と平和に寄与する人材を育成することを教育理念とする。

## 沿革

### 略歴
1928年(昭和3年)大阪女子高等医学専門学校(大阪女子医専)として大阪府枚方市牧野地区に開設。当時西日本で唯一の女子医育機関であった。その後、1960年（昭和35年）大学本部が大阪府守口市に移転。教養部の2年間は枚方市の牧野キャンパスで学び、修了後は守口市の滝井キャンパスで学ぶ形を採用した。
しかし、2013年枚方市ですでに開院していた附属枚方病院（現在の附属病院）隣接地に新学舎が開設。これにより2つに分断されていたキャンパスは枚方に集約されることとなった。なお、かつて教養部が置かれていた牧野キャンパスの一部は、附属看護専門学校の校舎として使用されていた。
2018年4月、看護学部と大学院看護学研究科を開設した。
2021年4月には、関西医科大学附属看護専門学校（2021年3月閉校）も使用していた牧野キャンパスに、理学療法学科と作業療法学科の２学科から成る「リハビリテーション学部」を開設した。
関西医科大学は、2021年までに完成を目指す、留学生の部屋や大学、患者や家族のための宿泊施設(ホテル)などが入るタワー棟の建設を2020年3月16日に開始した。建設場所は、2018年に完成した関西医科大学看護学部棟の南である。 竣工は2021年12月に予定。地上12階、高さは約116m、 寄宿舎の住戸数は45戸を予定している。
2020年7月、京都朝鮮中高級学校の生徒が入学資格審査を申し込んだ際、要領に記載がないのに「各種学校は要件を満たさない」として、朝鮮学校生としての受験を門前払いされていたとする報道があった。

### 年表

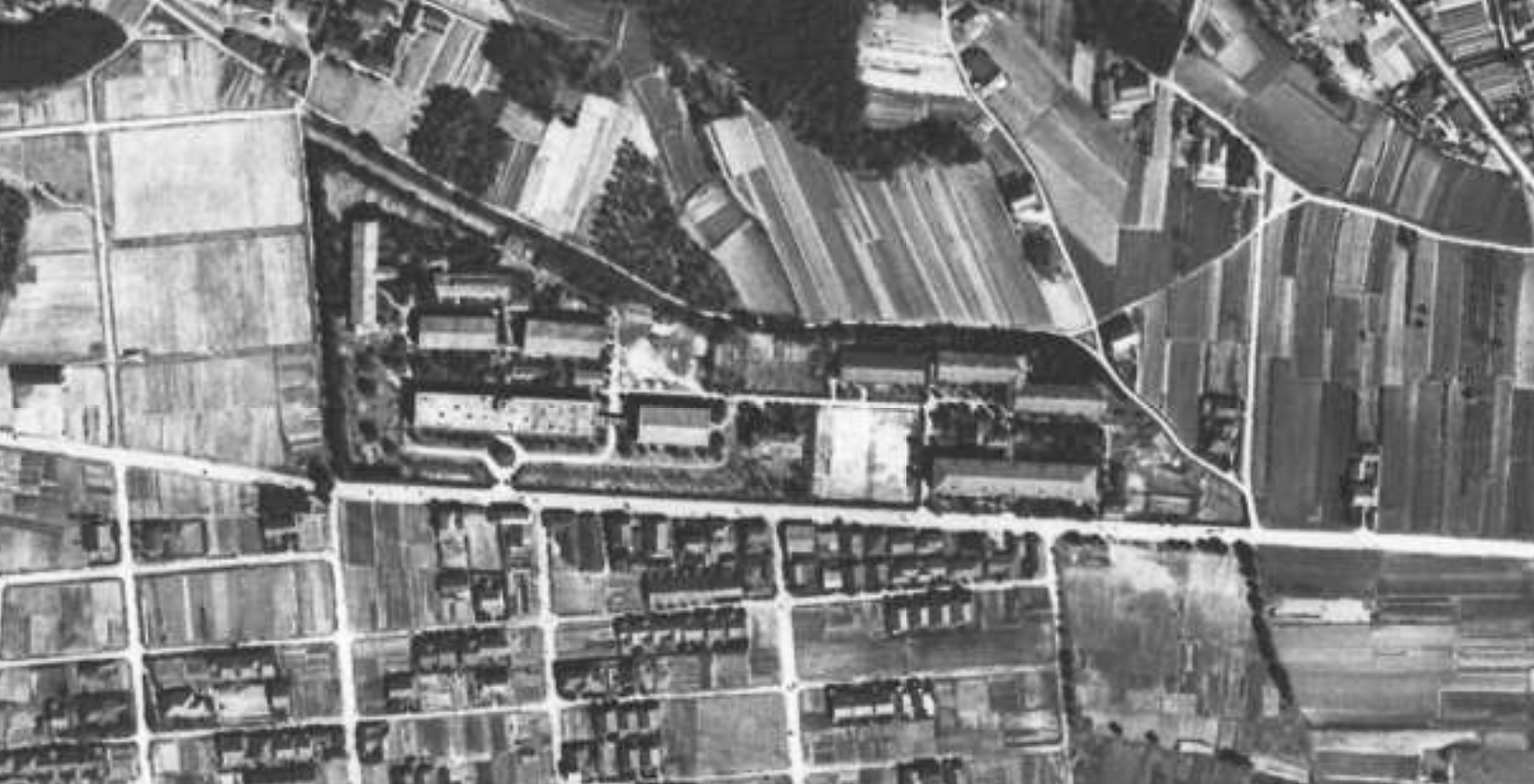
1948年の牧野校舎。2018年現在も残る本館や講堂が見える。

- 1928年 - 大阪府枚方市牧野地区に大阪女子高等医学専門学校を開校。
- 1932年 - 附属病院開設。
- 1933年 - 附属看護婦養成所開校。
- 1947年 - 大阪女子医科大学（昇格）、大阪女子医科大学附属香里病院開院。
- 1950年 - この年度をめどに短期大学（名称は不明）を併設させる計画があった[2]が、実現されず。
- 1954年 - 関西医科大学へ改称（男女共学制実施）。
- 1960年 - 学校法人事務所を大阪府枚方市牧野地区から守口市滝井地区に移す。枚方市牧野地区は、医学進学課程（教養部）設置認可を受け、教養課程となる。
- 1961年 - 大学院（医学研究科博士課程）設置認可。
- 1964年 - 綜合研究室（現綜合研究施設）設置。
- 1975年 - 附属男山病院（京都府八幡市）を開設。
- 1979年 - 附属病院第三次救命救急センター開設。
- 1982年 - 附属洛西ニュータウン病院（京都市西京区）開設。
- 1986年 - 附属肝臓研究所設置。
- 1992年 - 附属病院心臓血管病センター設置。
- 1993年 - 厚生省より附属病院第三次救命救急センターが国内2番目、西日本では初の高度救命救急センターに指定される。
- 2005年 - 附属香里病院閉院
- 2006年 - 附属洛西ニュータウン病院を清仁会シミズ病院グループに事業譲渡（現在の洛西ニュータウン病院）。
- 2006年 - 附属枚方病院開院（現・関西医科大学附属病院）。それに伴い附属病院を附属滝井病院に改称。
- 2006年 - 附属肝臓研究所を改組し附属生命医学研究所を設置。
- 2007年 - 立命館大学と学術交流協定を締結。
- 2009年 - 附属男山病院を事業譲渡（現在の医療法人美杉会男山病院）。
- 2010年7月1日 - 関西医科大学香里病院を開院。
- 2012年4月1日 - OMMメディカルセンターと経営統合し、天満橋総合クリニックを開院。
- 2013年4月1日 - 枚方キャンパスに枚方新学舎を開設。
- 2013年8月26日 - 牧野キャンパスに関西医科大学附属看護専門学校が移転
- 2016年4月1日 - 附属枚方病院の名称を、関西医科大学附属病院へ変更
- 2016年5月6日 - 附属滝井病院の名称を、関西医科大学総合医療センターに変更
- 2018年1月1日 - 関西医科大学くずは病院を開設（旧柏友会楠葉病院）。
- 2018年4月1日 - 看護学部看護学科、大学院看護学研究科を開設。
- 2021年3月31日 - 関西医科大学附属看護専門学校閉校。
- 2021年4月1日 - リハビリテーション学部（理学療法学科・作業療法学科）を開設。[3]
- 2022年4月1日 - 附属光免疫医学研究所を開設。
- 2022年6月1日 - 関医タワーホテルを開設。
- 2022年11月1日 - くずは駅中健康・検診センター開設。
- 2025年4月1日 - 大学院生涯健康科学研究科（2025年開設予定）

## 基礎データ

### 学校歌
- 学歌「のぞみ」（作詞宮前澄子　作曲石井五郎）
- 学生歌（作詞松村忠樹　作曲山本丈晴　編曲伊藤裕春）
- 逍遙歌（作詞竹本司郎　作曲山本丈晴　編曲伊藤裕春）

## 教育および研究

### 組織

#### 学部
- 医学部
  - 医学科
- 看護学部
  - 看護学科
- リハビリテーション学部
  - 理学療法学科
  - 作業療法学科

#### 大学院
- 医学研究科
  - 医科学専攻（修士課程のみ）
  - 医学専攻（博士課程のみ）
- 看護学研究科
  - 看護学専攻
- 生涯健康科学研究科（2025年開設予定）
  - 生涯健康科学専攻（修士課程のみ）

### 研究

#### 21世紀COEプログラム
- 2003年（平成15年）度、文部科学省選定の世界最高水準の研究教育拠点を目指す21世紀COEプログラムの医学系分野に1件のプロジェクトが採択されている。プログラム名は「難病の革新的治療法の開発研究-骨髄内骨髄移植を用いた難病モデルでの検討-」（事業推進担当者　池原進教授）。これに伴い基礎医学と臨床医学の融合とより一層の大学院教育の活性化を目指すため、従来の専攻系に加え本拠点形成の核となるトランスレーショナル・リサーチ志向型専攻系を設けることにした。

#### 私立大学学術研究高度化推進事業
- 平成10年度ハイテク・リサーチ・センター整備事業
  - 移植センター-新しい骨髄移植方法の開発など
- 平成15年度ハイテク・リサーチ・センター整備事業
  - 癌治療センター-革新的な癌治療方法の開発
- 平成13年度学術フロンティア推進事業
  - 再生医学難病治療センター-再生・分化機構の解明（基礎部門）など
- 平成18年度学術フロンティア推進事業
  - Brain Medical Research Center-修復再生医学による神経系難治性疾患の治療に向けた横断的トランスレーショナル研究（大学院医学研究科　伊藤誠二教授）

#### 私立大学研究ブランディング事業
- 平成30年度採択　タイプB「難治性免疫・アレルギー疾患の最先端研究拠点大学としてのブランド形成」

## 学生生活
- 臨床医学教育、基礎医学教育各論については臓器別系統別チュートリアル教育を採用しており学生自らが積極的に問題解決する能力を養う。その後、共用試験 (CBT、OSCE) に臨み合格すると、参加型の臨床実習すなわちクリニカルクラークシップが開始され附属病院各科をローテーションすることになる。なお、医学英語教育は第一学年から第三学年まで継続的に行っている。第六学年一学期の参加型臨床実習では関西医科大学附属病院だけでなく、学外の一般病院や国外（ドイツ、マレーシア）の病院、大阪医科薬科大学病院・近畿大学病院・兵庫医科大学病院との相互選択臨床実習も行っており多様な施設、病院での実習が可能である。

### 部活動
- 部活動は盛んであり、多くの学生がいずれかの部活に所属している。枚方キャンパスには講堂兼用の体育館、テニスコート、クラブハウス等が、また牧野キャンパスにはグラウンドの他、体育館、講堂、クラブハウス等の施設が整備されている。放課後枚方キャンパスと牧野キャンパスとの間にシャトルバスが運行され活用されている。

### 学園祭
- 学園祭は「霜月祭」と呼ばれ、毎年11月初旬の3日間、牧野キャンパスにておこなわれていたが、2013年4月枚方学舎が開設され、2013年からは枚方キャンパスで行われている。

## 大学関係者と組織

### 大学関係者組織
- 関西医科大学の同窓会は、関西医科大学卒業生全員によって構成され、全国に32の支部がありそれぞれ特色ある活動を行っている。

### 大学関係者一覧
- 理事長 - 山下敏夫
- 学長 - 木梨達雄
- 附属光免疫医学研究所長 - 小林久隆
- 関西医科大学の人物一覧

## 施設
- 関西医科大学附属病院（旧関西医科大学附属枚方病院）（大阪府枚方市）関西医科大学附属病院

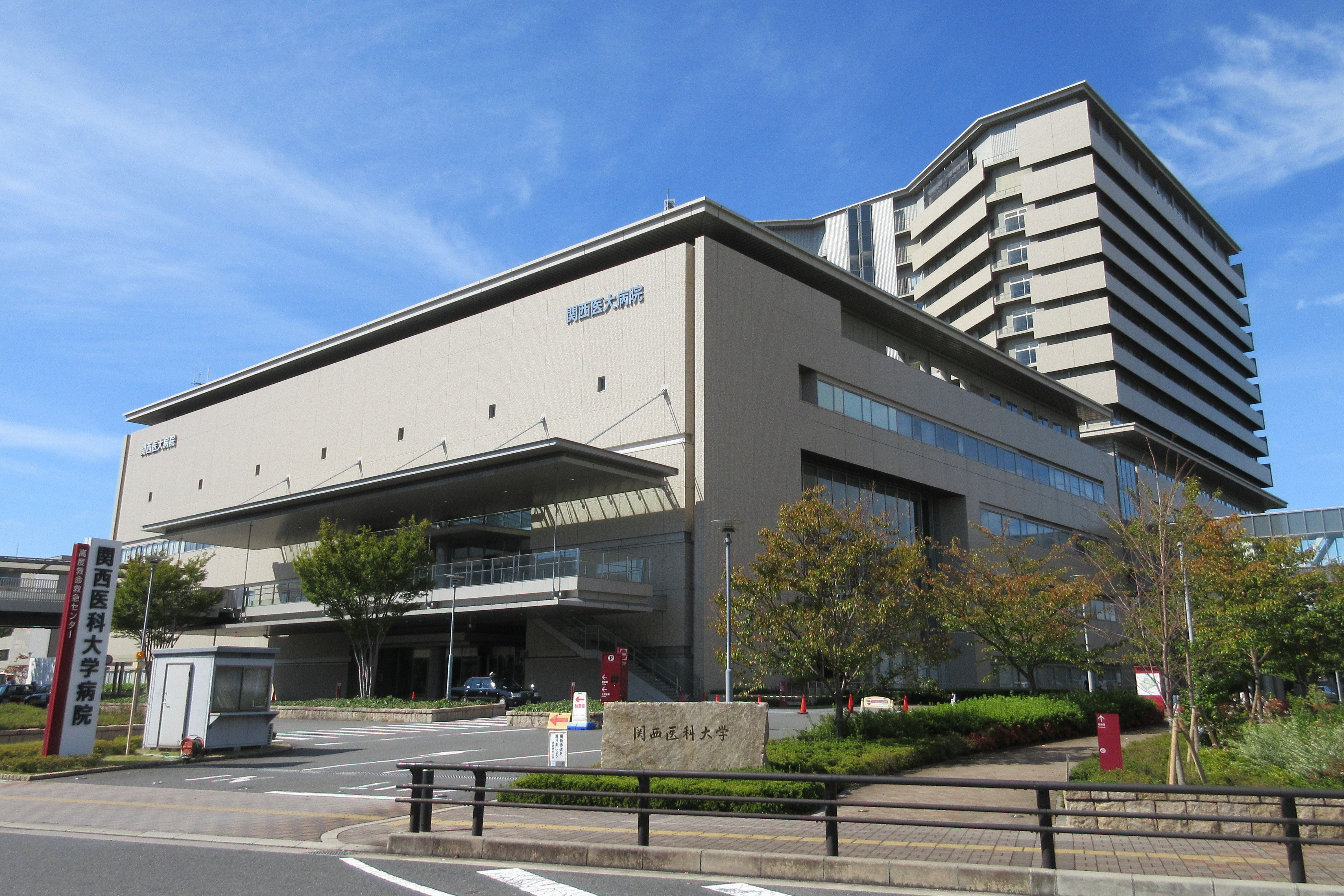
関西医科大学附属病院

- 関西医科大学総合医療センター（旧関西医科大学附属病院、関西医科大学附属滝井病院）（大阪府守口市）
- 関西医科大学香里病院（大阪府寝屋川市） - 2005年12月31日に一旦閉院したが、京阪香里園駅東地区再開発事業により建て替えが行われ、2010年8月に再開。
- 関西医科大学くずは病院（大阪府枚方市） - 旧柏友会楠葉病院。
- 関西医科大学天満橋総合クリニック（旧OMMメディカルセンター（大阪府大阪市中央区）)
- 関西医科大学くずは駅中・健康健診センター（大阪府枚方市）
- 附属生命医学研究所（旧肝臓研究所）
各施設は京阪沿線にあることから、「健康沿線」を掲げた広報戦略を展開している[4]。

## 対外関係

### 他大学との協定
- 大阪工業大学
- 摂南大学
- 立命館大学
- 大阪信愛女学院短期大学
- 大阪歯科大学
- 大阪電気通信大学